# Calyptrion carthagenense
Calyptrion carthagenense (H.Karst.) Paula-Souza – gatunek roślin z rodziny fiołkowatych (Violaceae). Występuje naturalnie w Kolumbii i Wenezueli. 

## Morfologia
PokrójZimozielony krzew tworzący liany.
LiścieBlaszka liściowa ma eliptyczny lub owalny kształt. Mierzy 2–6,3 cm długości oraz 1–2,4 cm szerokości, jest niemal całobrzega, ma zbiegającą po ogonku nasadę i spiczasty wierzchołek. Ogonek liściowy jest owłosiony i ma 3–8 mm długości.
KwiatyZebrane w gronach wyrastających z kątów pędów lub na ich szczytach. Mają 5 działek kielicha o owalnym kształcie. Płatków jest 5, są podługowate (z przodu zaopatrzone w ostrogę), mają białą barwę oraz 15–31 mm długości. Pręcików jest 5.
OwoceTorebki mierzące 3 cm długości, o jajowatym kształcie.

## Biologia i ekologia
Rośnie w lasach oraz na brzegach cieków wodnych. Występuje na wysokości do 100 m n.p.m.